# كارغ (مهاباد)
قرية كارغ (بالكردية: کارگ) هي إحدى القرى التابعة لـمنغور الشرقية في ريف قسم خليفان من مقاطعة مهاباد، في محافظة أذربیجان الغربیة الإيرانية.

## السكان
حسب إحصاءات سنة 2006، بلغ إجمالي السكان في كارغ 86 نسمة وعدد المساكن 11 مسكن. لغة سكان كارغ هي اللغة الكردية و هم من أهل السنة والجماعة والمذهب الشافعي.